# Ho!
Ho! – drugi studyjny album polskiej grupy muzycznej Hey. Wydawnictwo zrealizowano w składzie: Katarzyna Nosowska (śpiew), Piotr Banach (gitara), Jacek Chrzanowski (gitara basowa), Robert Ligiewicz (perkusja) oraz Marcin Żabiełowicz (gitara), ponadto gościnnie na wiolonczeli zagrała Katarzyna Kwiatek. 
Album zrealizował Leszek Kamiński w produkcji Katarzyny Kanclerz oraz Andrzeja Puczyńskiego. Fotografie oraz koncepcja graficzna: Marta i Łukasz "Thor" Dziubalscy.
Nagrania uzyskały status potrójnie platynowej płyty.

## Lista utworów
| Nr  | Tytuł utworu                 | Słowa              | Muzyka             | Długość |
| --- | ---------------------------- | ------------------ | ------------------ | ------- |
| 1.  | „Empty Page”                 | Katarzyna Nosowska | Piotr Banach       | 04:09   |
| 2.  | „O drugim policzku”          | Katarzyna Nosowska | Marcin Żabiełowicz | 04:16   |
| 3.  | „Ja sowa”                    | Katarzyna Nosowska | Piotr Banach       | 04:34   |
| 4.  | „Have a Nice Day”            | Katarzyna Nosowska | Jacek Chrzanowski  | 03:33   |
| 5.  | „Cudownie”                   | Katarzyna Nosowska | Piotr Banach       | 04:24   |
| 6.  | „Between”                    | T.S. Eliot         | Piotr Banach       | 03:31   |
| 7.  | „Is It Strange”              | Katarzyna Nosowska | Piotr Banach       | 02:59   |
| 8.  | „Misie”                      | Katarzyna Nosowska | Piotr Banach       | 05:02   |
| 9.  | „Niekoniecznie o mężczyźnie” | Katarzyna Nosowska | Piotr Banach       | 03:49   |
| 10. | „That’s a Lie”               | Katarzyna Nosowska | Jacek Chrzanowski  | 04:01   |
| 11. | „Chyba”                      | Katarzyna Nosowska | Piotr Banach       | 01:05   |
| 12. | „Maliny się kończą”          | Katarzyna Nosowska | Piotr Banach       | 05:21   |
| 13. | „What About Me”              | Katarzyna Nosowska | Piotr Banach       | 04:22   |
| 14. | „Ho”                         | Katarzyna Nosowska | Piotr Banach       | 04:09   |
|     |                              |                    |                    | 55:15   |

Wydanie kasetowe zawierało utwory 1–11.